# Van de Poll

Wappen der Van de Poll

Van de Poll ist ein niederländisches Patriziergeschlecht von uradeliger Abstammung, welches auch in den neueren niederländischen Adel aufgenommen wurde. Verschiedene Familienmitglieder spielten während des Ancien Régime eine tragende Rolle in der Regierung von Amsterdam.

## Geschichte
Das Geschlecht van de Poll kommt seit Anfang des 14. Jahrhunderts vor. Seinen Namen entlehnte es von ihrem Gutsbesitz den Pol bei Mastwijk im land van Montfoort. Sie waren Nachkommen von Herman VI. van Woerdern, welcher einer der Verschwörer gegen den holländischen Grafen Floris V. war. Nach der Ermordung von Floris V. im Jahre 1296 änderten sie ihren Namen in Van den Polle. Das älteste bekannte Familienmitglied ist Evert van den Polle, der am Ende des 14. Jahrhunderts in Montfoort lebte. In dieser Stadt saßen die van de Polls im 15. und 16. Jahrhundert in der Regierung. Es wird zwischen 1422 und 1474 zuerst ein Wouter Evertsz uten Polle (oder: van de Poll) als Schultheiß der Stadt erwähnt. Sein Sohn, Enkelsohn und Urenkel bekleideten alle das Amt des Bürgermeisters.
Im 16. Jahrhundert übersiedelte Gijsbert Jansz van de Poll (1529–1607) von Montfoort nach Amsterdam. Dort konnten sie ab dem späteren Goldenen Zeitalter der Niederlande diverse Bürgermeister und weitere Regierungsmitglieder stellen. Gijsbert Janszs Sohn Harmen Gijsbertsz van de Poll (1559–1645) wurde im Jahre 1595 in den Amsterdamer Magistrat (niederländisch: Vroedschap) aufgenommen, was den Beginn der Van der Polls als Mitglieder in der Stadtregierung bedeutete. Den politischen Höhepunkt erreichte die Familie in der Zweiten statthalterlose Periode (1702–1747), als sie mit Jan (III.) van de Poll einen der mächtigsten Männer der Amsterdamer Politik des 18. Jahrhunderts hervorbrachte. Nach der Wiederherstellung der oranischen Statthalterschaft 1747 verlor die Familie an politischer Macht, und wurde aus der Stadtregierung ausgeschlossen. Zum Ende des 18. Jahrhunderts konnte die Familie ihren politischen Status zurückerlangen, und blieb auch im Ancien Régime und im darauffolgenden Königreich der Niederlande führend. Jan Wolters van de Poll wurde im Jahre 1810 durch Napoleon Bonaparte der französische Grafentitel Comte de l'Empire verliehen. Im 19. Jahrhundert erhielt der Amsterdamer Zweig das Prädikat Jonkheer verliehen.

### Kaufleute-Bankiers
Neben ihren städtischen Regierungsfunktionen war die Familie auch früh in Amsterdam als Kaufleute-Bankiers aktiv. Hierbei waren sie an vielfältigen Geschäften mit den niederländischen Kolonien beteiligt. So wurde die erste große surinamische negotiatie nach dem Siebenjährigen Krieg durch das Handelshaus Harman van de Poll & Comp. in die Wege geleitet. Die negotiatie hatte de Form einer Hypothek an die Pflanzer/Plantageneigentümer, wobei die Höhe vom Grundstückswert, Anzahl der Sklaven und dem Ertrag der Plantage bestimmt wurde. Gleichzeitig mussten sich die Hypothekennehmer verpflichten ihre europäischen Waren über das Handelshaus zu beziehen. Im Jahre 1769 führte dann das Handelshaus Harman van de Poll & Comp. die surinamische negotiatie, Anleihe ein. Das Kapital betrug letztendlich 2 Millionen Gulden. Auch ausgelöst durch viel zu hohe Anleihen kam es bereits 1773 zur  Amsterdamer Börsenkrise. Hierdurch kamen viele Plantagen in den Besitz von vor allem Amsterdamer Handelshäusern.
Als im Jahre 1863 die Sklaverei in Suriname abgeschafft wurde, war der Fonds A. J. van de Poll noch Eigentümer von fünf Plantagen mit insgesamt 382 Sklaven. Für deren „Verlust“ zahlte der niederländische Staat an den Fonds A. J. van de Poll eine Entschädigung von rund 115.000 Gulden.

## Personen
- Joan van de Poll (1597–1678), Regent von Amsterdam
- Jan (II.) van de Poll (1666–1735), Regent von Amsterdam
- Jan (III.) van de Poll (1668–1745), Amsterdamer Bürgermeister
- Harman Hendrik van de Poll (1697–1772), Amsterdamer Regierungsmitglied und Bürgermeister
- Pieter van de Poll (1703–1766), Amsterdamer Regierungsmitglied und Bürgermeister
- Harmen van de Poll, Amsterdamer Bürgermeister
- Jan (IV.) van de Poll (1721–1801), Amsterdamer Bürgermeister
- Jan Wolters van de Poll (1759–1826), französischer Graf, Direktor von der Sozietät von Suriname sowie Bürgermeister von Amsterdam 1748
- Willem Gerrit van de Poll (1763–1836), Politiker, Präsident der niederländischen Handelsgesellschaft
- Frederik van de Poll (1780–1853), Bürgermeister von Amsterdam, Gouverneur der Provinz Utrecht
- Willem Gerard van de Poll (1793–1872), Präsident des niederländischen Staatsrates, führte den Ehrentitel Staatsminister